# Tau Cross
Tau Cross est un supergroupe, de heavy metal international. Il est le projet parallèle de l'ancien chanteur et bassiste d'Amebix, Rob « The Baron » Miller, et du batteur de Voivod, Michel « Away » Langevin, dans lequel ils mélangent leurs styles de prédilection, à savoir le metal et le crust. Les membres du groupe sont originaires du Canada, des États-Unis et du Royaume-Uni.

## Biographie
Tau Cross est formé en 2013, soit un an après la dissolution d'Amebix. Son chanteur Rob Miller s'associe avec le batteur Michel Langevin pour créer un nouveau groupe. Les deux autres membres du groupe sont les guitaristes Jon Misery (Misery) et Andy Lefton (War/Plague). Le nom du groupe fait référence à la croix en tau.
Au début de 2015, ils annoncent leur signature chez Earache Records, et sortent leur premier album, l'éponyme Tau Cross, enregistré dans trois pays différents, le Canada, les États-Unis et le Royaume-Uni, en mai. Pour l'enregistrement, les membres communiquaient via Skype. Ce même mois, ils annoncent leur signature au label Relapse Records. Entre mars et avril 2016, ils tournent aux États-Unis et au Canada avant de donner leur premier concert européen au Roadburn Festival. Au début de 2017, le groupe annonce avoir terminé son deuxième album, Pillar Of Fire, prévu pour l'été.

## Style musical
Le critique musical Rob Miller trouve impossible de catégoriser le style musical du groupe. Le groupe s'inspire principalement de Killing Joke, Bauhaus et Joy Division, et de groupes plus connus comme Motörhead et New Model Army.

## Membres
- Rob « The Baron » Miller – chant (depuis 2013)
- Jon Misery - guitare (depuis 2013)
- Andy Lefton - basse (depuis 2013)
- Michel « Away » Langevin - batterie (depuis 2013)

## Discographie
- 2015 : Tau Cross
- 2017 : Pillar Of Fire
- 2020 : Messengers Of Deception
- 2022 : Tau Cross